# 雅典证券交易所
雅典股票交易所(希腊语: Χρηματιστήριο Αθηνών，缩写ΧΑ) ，为希腊首都雅典市的一个股票交易所。该股票交易所位于Kavalas大街。交易时间为周一到周五的上午10:00至下午05:20，周六周日以及节假日不营业。雅典股票交易所內含5個市場，包括：證券市場、衍生商品市場、另類市場、碳排放交易市場和場外交易市場。在證券市場交易的商品包括股票、債券和ETF。目前，證券交易所有代表 166 家公司的 172 隻股票進行交易。